# Derek Nowak

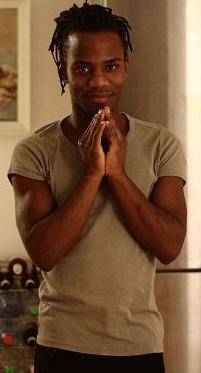
Derek Nowak (2010)

Derek Nowak (* 15. Dezember 1984 in Harare) ist ein deutscher Schauspieler mit simbabwischen Wurzeln, der bisher in verschiedenen überregionalen Bühnenstücken und TV- und Filmproduktionen mitgewirkt hat.

## Leben
Nowak ist in Harare in Simbabwe geboren und wurde im Alter von weniger als einem Jahr von deutschen Eltern adoptiert. Er wuchs in Bad Iburg bei Osnabrück auf und erreichte dort den erweiterten Realschulabschluss. 2003 verließ er das Elternhaus und begann eine Schauspielausbildung an der Schauspielschule Kassel. Nachdem diese abgeschlossen war, spielte er bei verschiedenen Stücken im deutschsprachigen Raum mit. Heute lebt Nowak in Berlin.
- 2006: Die Stunde, da wir nichts voneinander wussten (Peter Handke; Staatstheater Kassel; Regie Vivienne Newport)[1]
- 2007: Marcies erster Fall (Dorothea Derben; Theaterwerkstatt Göttingen)[1]
- 2007: Anduin (Der-Herr-der-Ringe-Adaption vor dem Schloss Iburg)[2]
- 2009: Die unendliche Geschichte (Michael Ende; Inszenierung im Rahmen des Kultursommers Garmisch-Partenkirchen; Regie Georg Büttel)[3]
- 2010: Sommer Nacht Traum (Stück des Anhaltischen Theaters im Stadtpark Dessau; Regie Andrea Moses)[4]
- 2010: Moby Dick (Herman Melville; Produktion des Theaters des Ostens; Regie Vera Oelschlegel)[5]
- 2011: Die lustigen Weiber von Windsor (William Shakespeare; Produktion des Theaters des Ostens; Regie Vera Oelschlegel)[6]
- 2011: Die Räuber (Friedrich-Schiller-Inszenierung im Rahmen des Kultursommers Garmisch-Partenkirchen)
- 2011: Jim Knopf (im St. Pauli Theater Hamburg; Regie Dagmar Leding)
- 2012: Die lustigen Weiber von Windsor (William Shakespeare; Produktion des Theater des Ostens; Regie Vera Oelschlegel)
- 2013: 4 BOAT PEOPLE (Vaganten Bühne Berlin); Regie Stefan Lochau
- 2013: Jim Knopf (Theater Koblenz; Regie Andreas Lachnit)
- 2014: Hair (Theater Koblenz; Regie Markus Dietze)
- 2017: Black and White (Theater Strahl / Berlin)
- 2018–2020: Willkommen bei den Hartmanns (Tournee Theater Landgraf)
- 2019: Willkommen bei den Hartmanns (Theater am Kurfürstendamm im Schiller Theater)
- 2020: Wer hat Angst vorm weißen Mann? (Komödie im Bayerischen Hof) Regie: René Heinersdorff
- 2020: Willkommen bei den Hartmanns (Komödie im Bayerischen Hof)
- 2023:Willkommen bei den Hartmanns (Tournee Theater Landgraf)
- 2023: Weihnachten auf dem Balkon (Komödie im Bayerischen Hof)
- 2024: Peitschenstück (Berliner Ensemble[7]) Regie: Alireza Daryanavard

## Filmografie
- 2008: Mena (Kurzfilm der HFF München; Regie Eileen Byrne)
- 2015: Großstadtrevier (Folge Offene Rechnungen; Regie Till Franzen)[8]
- 2015: Weihnachts-Männer
- 2016: Gute Zeiten, schlechte Zeiten (RTL / UFA Serial)
- 2017: Tod einer Kadettin (ARD Degeto / UFA Fiction)
- 2019: The Queens Gambit (internationale Produktion) Netflix / X Filme
- 2020: Fritzie – Der Himmel muss warten